# هیپوکلرمی
هیپوکلرمی (انگلیسی: Hypochloremia) یک اختلال الکترولیتی است که در آن سطح یون کلرید به طور غیرطبیعی پایین در خون وجود دارد. محدوده طبیعی سرم برای کلرید ۹۷ تا ۱۰۷ میلی اکی‌والان در لیتر است.
هیپوکلرمی به ندرت در غیاب سایر ناهنجاری‌ها رخ می‌دهد. گاهی اوقات با هیپوونتیلاسیون همراه است.  می‌تواند با اسیدوز مزمن تنفسی مرتبط باشد. اگر همراه با آلکالوز متابولیک (کاهش اسیدیته خون) رخ دهد، اغلب به دلیل استفراغ است. معمولاً نتیجه هیپوناترمی یا افزایش غلظت بیکربنات است. در فیبروز کیستیک رخ می‌دهد.